# カズイスチカ
『カズイスチカ』は、森鷗外の短編小説。1911年（明治44年）2月『三田文学』上で発表された。

## あらすじ
医学士である花房は、かつて千住で開業医をしていた父親を手伝ったことがあった。つまらない老人にすぎないと思っていた父に、経験に培われた眼と、瑣末な日常のことにも全身全霊を打ち込む有道者の姿勢があることに気がついた彼は一転して父を尊敬するようになった。父の代診として診察した「落架風」（＝顎関節脱臼）、「一枚板」（＝破傷風）、「生理的腫瘍」の話が、季節の移り変わりとともに「カズイスチカ」（羅：casuistica 英：casuistics 医学用語で「個々の症例の記録および研究（の報告）」）として回顧される。

## 概論
1911年（明治44年）1月15日脱稿。『三田文学』での発表から2年後の1913年（大正2年）に『分身』に収められて出版された。比較文学者の芳賀徹はこの作品が新井白石の『折たく柴の記』に対する感銘から生まれたと推測しているほか、佐伯彰一も『日本人の自伝』中の新井白石の章で「『折たく柴の記』における、おどろくべく鮮明な父親像は、たとえば鷗外の短編「カズイスチカ」の老医、視点人物たる花房医学士の父の「翁」の扱い、描き方とほとんど重なり合うものである」とした上で両者を比較し、共通のテーマを見出している。